# ペトレル (ロケット)
ペトレル（Petrel）はイギリスの観測ロケット。ペトレル1とペトレル2の2バージョンが存在し、1967年から1982年にかけて世界中で計240機が打ち上げられた。ペトレル2はウーメラ試験場でミサイル実験の標的としても使用された。

## ペトレル1
- 使用機関: SRC（British National Space Research Council）
- 総重量: 130 kg
- ペイロード: 18 kg
- 全長: 3.34 m
- 直径: 0.19 m
- 推力: 20.00 kN
- 高度: 140 km
- 初発射: 1967-06-01
- 最終発射: 1982-08-11
- 発射回数: 231回（失敗：5回）

## ペトレル2
- 使用機関: SRC（British National Space Research Council）
- 総重量: 160 kg
- ペイロード: 18 kg
- 全長: 3.70 m
- 直径: 0.19 m
- 推力: 27.00 kN
- 高度: 175 km
- 初発射: 1977-10-16
- 最終発射: 1981-12-09
- 発射回数: 12回（失敗：1回）